# دولت ژاپن
دولت ژاپن (日本国政府 Nihonkoku-seifu یا Nipponkoku-seifu) دولت مرکزی ژاپن است. دولت ژاپن متشکل از قوای مقننه، مجریه و قوه قضاییه است و در برابر امپراتور ژاپن پاسخگو است. نخست‌وزیر ژاپن رئیس دولت (قوه مجریه) و مسئول انتخاب وزرا برای خدمت در هیئت دولت ژاپن (کابینه) است.
دولت تحت چارچوب تعیین شده در قانون اساسی ژاپن، مصوب ۱۹۴۷، اداره می‌شود. ژاپن یک حکومت متمرکز است که به چهل و هفت بخش اداری تقسیم شده و امپراتور رئیس کشور است. امپراتور قدرت تشریفاتی دارد و هیچ ارتباطی با دولت ندارد. در واقع، این هیئت دولت (کابینه) است که متشکل از وزیران دولت و نخست‌وزیر، دولت و خدمات ملکی را هدایت و کنترل می‌کند. کابینه نقش قوه مجریه را دارد و توسط نخست‌وزیر که رئیس حکومت است، تشکیل می‌شود. نخست‌وزیر توسط دایت ملی تعیین می‌شود و توسط امپراتور منصوب می‌شود.
دایت ملی قوه مقننه و ارگان قانونگذاری است. دایت ملی ژاپن دومجلسی است که شامل مجلس مشاوران به عنوان مجلس اعلا و مجلس نمایندگان به عنوان مجلس سفلا است. اعضای آن به‌طور مستقیم توسط مردم، که منبع حاکمیت هستند ، انتخاب می‌شوند. در قانون اساسی، مردم به عنوان عالی‌ترین ارگان حاکمیت تعریف شده‌اند. دیوان عالی ژاپن و سایر دادگاه‌های بدوی، قوه قضائیه را تشکیل می‌دهند و در ایالت‌ها، کلیه اختیارات قضایی را دارند. قوه قضائیه ژاپن، صلاحیت نهایی قضایی برای تفسیر قانون اساسی ژاپن و بررسی قضایی را دارد. آنها مستقل از قوای مجریه و مقننه هستند. قضات توسط کابینه تعیین یا منصوب می‌شوند و هرگز توسط قوه مجریه و قانونگذار برکنار نمی‌شوند مگر اینکه در زمان استیضاح باشد.

## تاریخچه
قبل از اصلاحات میجی، ژاپن توسط دولت نظامی اداره می‌شد. در آن دوره، قدرت دولت در دست یک فرد بود که به آن فرد شوگون می‌گفتند و او رسماً به نام امپراتور کشور را اداره می‌کرد. شُوگون‌ها فرمانداران ارثی (ژنرال) ارتش بودند. اگرچه امپراتور شوگون را منصوب کرد، اما نقش امپراتور تشریفاتی بود و در اداره کشور مشارکت نداشت. اغلب، این موضوع را با نقش فعلی امپراتور که تعیین نخست‌وزیر است مقایسه می‌کنند.
اصلاحات میجی در سال ۱۸۷۲ منجر به استعفا شُوگون توکوگاوا یوشینوبو شد، او موافقت کرد که «ابزاری برای اجرای دستورات امپراتور» باشد. این رویداد کشور را به سلطنت شاهنشاهی و اعلامیه امپراتوری ژاپن بازگرداند. در سال ۱۸۸۹، قانون اساسی میجی برای رساندن ژاپن به سطح کشورهای غربی، تصویب شد که به موجب آن، اولین نظام پارلمانی در آسیا ایجاد شد. قانون اساسی میجی، مخلوطی از پادشاهی مشروطه-پادشاهی مطلقه، با یک دادگستری مستقل فراهم کرد.
یک طبقه اشرافی جدید معروف به کازوکو تأسیس شد. این طبقه، افراد دربار دوره هی‌آن که شامل کوگه و دایمیو بودند را ادغام کرد. همچنین دایت ملی، متشکل از مجلس نمایندگان و مجلس اشراف ایجاد شد. اعضای مجلس اشراف از خانواده امپراتوری (دودمان یاماتو)، کازوکو و کسانی که از طرف امپراتور معرفی شده بودند، تشکیل شد، در حالی که اعضای مجلس نمایندگان با رأی مستقیم مردان (نه زنان) انتخاب می‌شدند. علی‌رغم تمایز واضح بین قوه‌های مجریه و امپراتور در قانون اساسی میجی، ابهام و تناقض در قانون اساسی، سرانجام به یک بحران سیاسی منجر شد. همچنین قانون اساسی میجی مفهوم کنترل غیرنظامی نیروهای نظامی را بی‌ارزش کرد، یعنی که ارتش می‌تواند نفوذ زیادی در سیاست ایجاد و اعمال کند.
پس از پایان جنگ جهانی دوم، قانون اساسی کنونی ژاپن تصویب شد. این قانون اساسی، نوعی لیبرال دموکراسی به سبک غربی را جایگزین حکومت قبلی امپراتوری کرد.

## امپراتور
امپراتور ژاپن (天皇) رئیس خانواده امپراتوری و رئیس تشریفاتی کشور است. طبق اصل اول قانون اساسی ژاپن، امپراتور «نماد کشور و وحدت مردم» تعریف شده است. با این حال، او رئیس اجرایی نیست و فقط دارای اختیارات مهم خاصی است. همان‌طور که در اصل ۴ قانون اساسی به وضوح بیان شده، امپراتور هیچ قدرت واقعی در رابطه با دولت ندارد.

پرچم رسمی امپراتور

اصل ۶ قانون اساسی ژاپن، نقش‌های تشریفاتی زیر را به امپراتور تفویض می‌کند:
1. امپراتور، نخست‌وزیر منتخب دو مجلس را منسوب می‌نماید.
2. امپراتور، رئیس قضات دیوان عالی کشور را هیئت وزیران معرفی و امپراتور آنان را منصوب می‌کند.

هیئت دولت (کابینه) منبع قدرت اجرایی است و بیشتر قدرت آن مستقیماً توسط نخست‌وزیر اعمال می‌شود، اما چندین قدرت آن توسط امپراتور اعمال می‌شود. طبق اصل ۷ قانون اساسی، اختیاراتی که از طریق امپراتور اعمال می‌شود شامل این موارد است:
1. توشیح و صدور فرمان اجرای اصلاحات قانون اساسی، قوانین و تصویب‌نامه‌های هیئت وزیران و عهدنامه‌ها.
2. دعوت به تشکیل دو مجلس.
3. انحلال مجلس نمایندگان.
4. اعلام انتخابات عمومی برای تعیین اعضای دو مجلس.
5. تأیید نصب و عزل وزیران و سایر مقامات دولتی به ترتیبی که قانون پیش‌بینی کرده و نیز تأیید اختیارات تام و استوارنامه سفیران و نمایندگان سیاسی کشور.
6. تأیید عفو عمومی و اختصاصی، تخفیف و تعویق مجازات و اعاده حقوق.
7. اعطای نشان‌های افتخار.
8. تأیید اسناد تصویب و سایر مدارک سیاسی به ترتیبی که قانون پیش‌بینی نموده است.
9. پذیرش سفیران و نمایندگان سیاسی خارجی.
10. انجام وظایف تشریفاتی.

امپراتور به اقتدار تشریفاتی معروف است. به عنوان مثال، امپراتور تنها شخصی است که اختیار تعیین نخست‌وزیر را دارد، حتی اگر دایت ملی قدرت تعیین فردی که برای این سمت تعیین شده را داشته باشد. یکی از این نمونه‌ها را می‌توان به وضوح در انحلال مجلس نمایندگان در سال ۲۰۰۹ مشاهده کرد. انتظار می‌رفت مجلس به توصیه نخست‌وزیر منحل شود، اما به‌طور موقت، امپراتور قادر به انجام این کار برای انتخابات عمومی بعدی نبود، چون امپراتور و ملکه در سفر و بازدید از کشور کانادا بودند.
بدین ترتیب، نقش مدرن امپراتور اغلب با نقش‌های دوره شوگونها و بیشتر تاریخ ژاپن مقایسه می‌شود که به موجب آن امپراتور اقتدار نمادین زیادی داشت اما قدرت سیاسی کمی داشت.
برخلاف کشورهای سلطنتی اروپایی، امپراتور ژاپن منبع قدرت حاکم نیست و دولت تحت نام او عمل نمی‌کند. در عوض، امپراتور نماینده دولت است و مقامات عالی را به نام دولت منصوب می‌کند، در این کشور مردم ژاپن حاکمیت دارند. اصل ۵ قانون اساسی اجازه می‌دهد تا در صورتی که امپراتور نتواند وظایف خود را انجام دهد، یک جانشین (کانپاکو و سشو) وظایف امپراتور را ادامه می‌دهد.
در ۲۰ نوامبر ۱۹۸۹، دیوان عالی ژاپن حکم داد که قدرت قضایی بر امپراتور ندارد.
گفته می‌شود که امپراتوری دودمان یاماتو قدیمی‌ترین سلطنت موروثی ادامه‌دار در جهان است. طبق گفته‌های کوجیکی و نیهون‌شوکی، ژاپن توسط کاخ سلطنتی در سال ۶۶۰ قبل از میلاد توسط امپراتور جینمو تأسیس شد (神 武天皇؟). امپراتور جینمو اولین امپراتور ژاپن و جد همه امپراطورهای بعدی بود. طبق اساطیر ژاپن، او از طریق نینیگی-نو-میکوتو، پدربزرگ بزرگش، از فرزندان مستقیم آماتراسو (天 照 大 御 神؟)، الهه خورشید از آیین بومی شینتو است.
امپراتور کنونی ژاپن (今上天皇) ناروهیتو است. پس از کناره‌گیری از پدرش، او در تاریخ ۱ مه ۲۰۱۹ به‌طور رسمی بر تخت سلطنت نشست. و سلطنت او دوره ریوا نام دارد. شاهزاده آکی‌شینو ولیعهد تخت پادشاهی ژاپن است.

## قوه مجریه
ریاست قوه مجریه ژاپن برعهده نخست‌وزیر است. نخست‌وزیر رئیس هیئت دولت (کابینه) است و توسط نهاد قانونگذاری، دایت ملی تعیین می‌شود. کابینه از وزیران تشکیل شده و می‌تواند در هر زمان توسط نخست‌وزیر منصوب یا برکنار شود. نخست‌وزیر به دایت ملی پاسخگو است و اگر کابینه اعتماد و حمایت خود را از دایت ملی را حفظ نکند، دایت ملی می‌تواند کابینه را به‌طور کلی برکنار کند.

### نخست‌وزیر
نخست‌وزیر ژاپن (内閣総理大臣) توسط دایت ملی تعیین می‌شود و مدت آن چهار سال یا کمتر است و محدودیتی در دوره‌ها وجود ندارد. نخست‌وزیر کابینه را اداره می‌کند و «کنترل و نظارت» بر قوه مجریه را اعمال می‌کند، و رئیس حکومت و فرمانده کل قوا نیروهای دفاع‌ازخود ژاپن است. نخست‌وزیر قدرت ارائه لایحه به دایت ملی، امضای قوانین و اعلام وضعیت اضطراری را دارد و می‌تواند مجلس نمایندگان دایت را به میل خود منحل کند. وی رئیس کابینه است و سایر وزرای کابینه را منصوب یا برکنار می‌کند.

تاج نخست‌وزیر ژاپن

هر دو مجلس دایت ملی با نظام انتخاباتی دومرحله‌ای نخست‌وزیر را تعیین می‌کنند. طبق قانون اساسی، اگر هر دو مجلس در مورد یک نامزد مشترک به توافق نرسند، تشکیل یک کمیته مشترک برای توافق مجاز است اما کمیته باید در ۱۰ روز (به استثنای ایام تعطیل) به توافق برسد. با این حال، اگر هر دو مجلس به توافق نرسند، تصمیم مجلس نمایندگان، تصمیم دایت ملی است. پس از تعیین، نخست‌وزیر با کمیسیون معرفی می‌شود، سپس به‌طور رسمی توسط امپراتور منصوب می‌شود.
نخست‌وزیر به عنوان یک فرد تعیین شده توسط دایت ملی موظف است هر زمان که خواسته شود، به دایت ملی گزارش دهد. نخست‌وزیر باید هم غیرنظامی باشد و هم عضو یکی از دو مجلس دایت ملی.
| No. | نام (انگلیسی)    | نام (ژاپنی) | جنسیت | شروع دوره       | پایان دوره      | مدت   | تحصیلات                         |
| --- | ---------------- | ----------- | ----- | --------------- | --------------- | ----- | ------------------------------- |
| ۱   | جونیچیرو کویزومی | 小泉 純一郎 | مرد   | ۲۶ آوریل ۲۰۰۱   | ۲۶ سپتامبر ۲۰۰۶ | ۵ سال | دانشگاه کیئو کالج دانشگاهی لندن |
| ۲   | شینزو آبه        | 安倍 晋三   | مرد   | ۲۶ سپتامبر ۲۰۰۶ | ۲۶ سپتامبر ۲۰۰۷ | ۱ سال | Seikei University               |
| ۳   | یاسوئو فوکودا    | 福田 康夫   | مرد   | ۲۶ سپتامبر ۲۰۰۷ | ۲۴ سپتامبر ۲۰۰۸ | ۱ سال | دانشگاه واسدا                   |
| ۴   | تارو آسو         | 麻生 太郎   | مرد   | ۲۴ سپتامبر ۲۰۰۸ | ۱۶ سپتامبر ۲۰۰۹ | ۱ سال | Gakushuin University            |
| ۵   | یوکیو هاتویاما   | 鳩山 由紀夫 | مرد   | ۱۶ سپتامبر ۲۰۰۹ | ۲ ژوئن ۲۰۱۰     | ۱ سال | دانشگاه توکیو دانشگاه استنفورد  |
| ۶   | نائوتو کان       | 菅 直人     | مرد   | ۸ ژوئن ۲۰۱۰     | ۲ سپتامبر ۲۰۱۱  | ۱ سال | مؤسسه فناوری توکیو              |
| ۷   | یوشیهیکو نودا    | 野田 佳彦   | مرد   | ۲ سپتامبر ۲۰۱۱  | ۲۶ دسامبر ۲۰۱۲  | ۱ سال | دانشگاه واسدا                   |
| ۸   | شینزو آبه        | 安倍 晋三   | مرد   | ۲۶ دسامبر ۲۰۱۲  | ۱۶ سپتامبر ۲۰۲۰ | ۷ سال | Seikei University               |
| ۹   | یوشیهیده سوگا    | 菅 義偉     | مرد   | ۱۶ سپتامبر ۲۰۲۰ | تاکنون          | -     | دانشگاه هوسی                    |

### هیئت دولت (کابینه)
هیئت دولت ژاپن (内閣) متشکل از وزرای دولت و نخست‌وزیر است. اعضای کابینه توسط نخست‌وزیر منصوب می‌شوند و طبق قانون کابینه، تعداد اعضای کابینه منصوب شده، به استثنای نخست‌وزیر، باید چهارده نفر یا کمتر باشد، اما در صورت نیاز خاص، فقط به نوزده نفر افزایش می‌یابد. اصل ۶۸ قانون اساسی بیان می‌کند که همه اعضای کابینه باید غیرنظامی باشند و اکثر آنان باید از بین اعضای یکی از مجلس‌های دایت ملی انتخاب شوند. این موضوع، این فرصت را برای نخست‌وزیر فراهم می‌کند تا برخی مقامات از افراد غیر عضو در دایت ملی را منصوب کند. کابینه موظف است که به وظایف خود ادامه می‌دهد، تا زمان تعیین نخست‌وزیر جدید، هنگامی که وضعیت زیر ایجاد می‌شود، به‌طور دسته جمعی استعفا دهد:

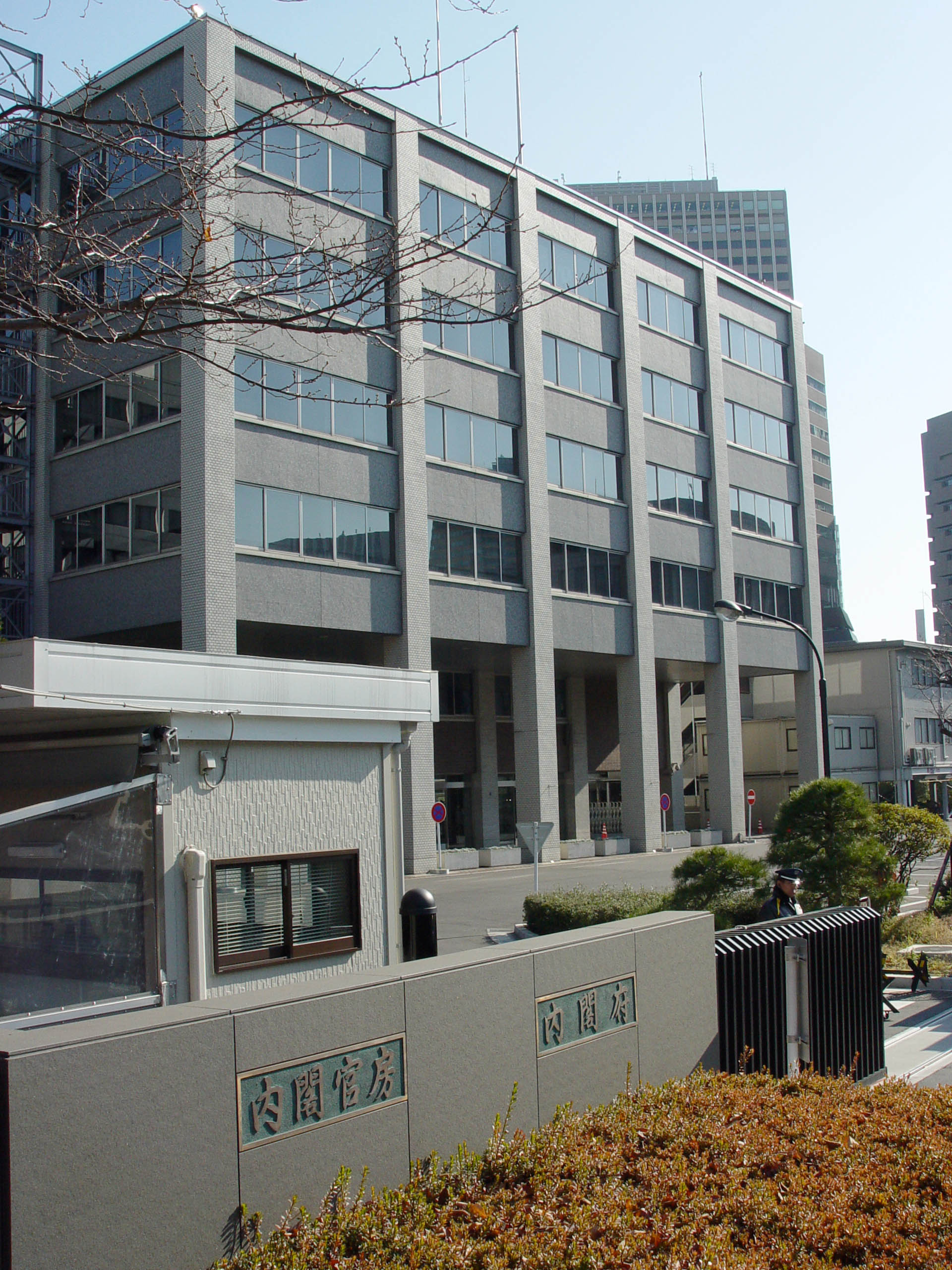
ساختمان اداری دفتر کابینه

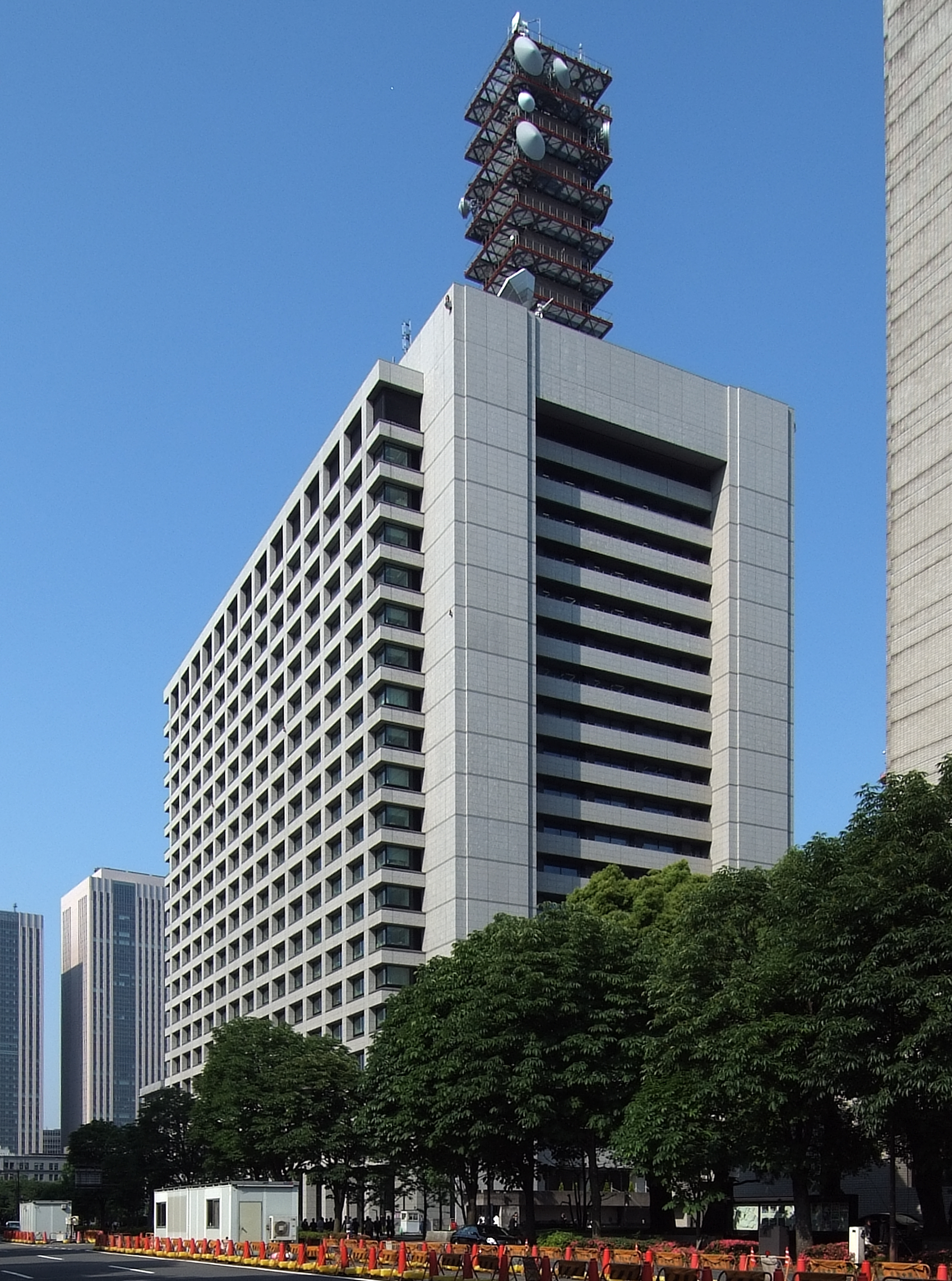
ساختمان دوم دولت مرکزی

1. در صورتی که مجلس نمایندگان (دایت ملی) به هیئت وزیران رای عدم اعتماد بدهد یا تقاضای رای اعتماد را رد کند، هیئت وزیران به صورت دسته جمعی استعفا خواهد کرد، مگر آن که مجلس نمایندگان ظرف ۱۰ روز منحل گردد.
2. در صورتی که سمت نخست‌وزیری بلاتصدی باشد و نیز به محض تشکیل نخستین اجلاس مجلسین پس از انتخابات عمومی اعضای مجلس نمایندگان، هیئت وزیران به صورت دسته جمعی استعفا می‌دهد.

کابینه مشروعیت خود را از دایت ملی می‌گیرد و به آن پاسخگو است. کابینه قدرت خود را به دو روش مختلف اعمال می‌کند. در عمل، بیشتر قدرت توسط نخست‌وزیر اعمال می‌شود و برخی دیگر به‌طور اسمی توسط امپراتور اعمال می‌شود.
اصل ۷۳ قانون اساسی ژاپن انتظار دارد که هیئت وزیران علاوه بر اداره کلی، وظایف زیر را نیز انجام دهد:
1. اجرای صادقانه قوانین و اداره امور دولت.
2. اداره امور خارجی.
3. انعقاد معاهدات. در هر صورت دولت باید موافقت قبلی یا با توجه به اوضاع و احوال، پس از انعقاد موافقت دایت ملی (دو مجلس) را جلب کند.
4. اداره سازمانهای دولتی طبق ضوابط مقرر در قانون.
5. تهیه لایحه بودجه و تقدیم آن به دایت ملی (دو مجلس).
6. وضع تصویب‌نامه‌ها به منظور اجرای قانون اساسی و سایر قوانین. در هر صورت این امر شامل قوانین کیفری نمی‌شود مگر مواردی که در قانون پیش‌بینی شده باشد.
7. اتخاذ تصمیم در مورد عفو عمومی، عفو خاص، تخفیف مجازات و تعلیق و اعاده حقوق.

طبق قانون اساسی، کلیه قوانین و دستورات کابینه قبل از اعلام رسمی توسط امپراتور، باید توسط وزیر مربوطه امضا شده و توسط نخست‌وزیر امضا شود. بدون اجازه نخست‌وزیر، نمی‌توان هیچ‌یک از وزیران در زمان تصدی وزارتخانه را تحت تعقیب قانونی قرارداد ولی حق تعقیب قانونی مجاز است.
| مقام | متصدی               |
| --- | ------------------- |
| نخست‌وزیر | شینزو آبه           |
| معاون نخست‌وزیر وزیر دارایی وزیر خدمات مالی وزیر دولت برای غلبه بر تورم | تارو آسو            |
| وزیر امور داخلی و ارتباطات وزیر سیستم تأمین اجتماعی و شماره مالیاتی | Masatoshi Ishida    |
| وزیر دادگستری | Takashi Yamashita   |
| وزیر امور خارجه ژاپن | تارو کونو           |
| وزیر آموزش، فرهنگ، ورزش، علوم و فناوری وزیر امور بازسازی آموزش و پرورش | Masahiko Shibayama  |
| وزارت بهداشت، کار و رفاه وزیر اصلاحات کار | Takumi Nemoto       |
| وزیر کشاورزی، جنگلداری و شیلات | Takamori Yoshikawa  |
| وزیر اقتصاد، تجارت و صنعت وزیر رقابت صنعتی وزیر همکاری اقتصادی با روسیه وزیر پاسخ به تأثیر اقتصادی ناشی از حادثه هسته ای در فوکوشیما وزیر جبران خسارات هسته ای و تسهیل بهره‌برداری از رده خارج کردن                                     | Hiroshige Sekō      |
| وزیر زمین، زیرساخت، حمل و نقل و جهانگردی وزیر سیاست چرخه آب | Keiichi Ishii       |
| وزیر محیط زیست وزیر دولت برای آمادگی اضطراری هسته ای | Yoshiaki Harada     |
| وزیر دفاع | Takeshi Iwaya       |
| دبیر ارشد کابینه وزیر کاهش تأثیر نیروهای ایالات متحده در اوکیناوا | یوشیهیده سوگا       |
| وزیر بازسازی وزیر هماهنگی سیاست‌های جامع برای احیای مجدد از حادثه هسته ای در فوکوشیما | Hiromichi Watanabe  |
| رئیس کمیسیون ملی ایمنی عمومی وزیر ایجاد مقاومت ملی وزیر مدیریت حوادث | Junzo Yamamoto      |
| وزیر ترویج تعامل پویا همه شهروندان وزیر اصلاحات اداری وزیر اصلاحات خدمات ملکی وزیر امور ارضی وزیر امور اوکیناوا و سرزمین‌های شمالی وزیر امور مصرف‌کننده و ایمنی غذا وزیر دولت برای اقدامات در کاهش میزان تولد وزیر امور در سیاست اقیانوس | Mitsuhiro Miyakoshi |
| وزیر سیاست فناوری اطلاعات وزیر استراتژی جالب ژاپن وزیر استراتژی مالکیت معنوی وزیر سیاست‌های علوم و فناوری وزیر امور سیاست فضا | Takuya Hirai        |
| وزیر سیاست‌های اقتصادی و مالی وزیر اصلاحات تأمین اجتماعی وزیر امور شراکت ترنس-پسیفیک و مذاکرات تجاری ژاپن و آمریکا | توشیمیتوسو موتگی    |
| وزیر احیای منطقه ای وزیر اصلاح مقررات وزیر برابری جنسیتی وزیر توان مند سازی زنان | Satsuki Katayama    |
| وزیر امور بازی‌های المپیک تابستانی ۲۰۲۰ و بازی‌های پارالمپیک تابستانی ۲۰۲۰ | Yoshitaka Sakurada  |

※ کابینه دولت در ۱۴ اکتبر 2018

### وزارتخانه‌ها
وزارتخانه‌های ژاپن (行政機関) از یازده وزارتخانه و دفتر کابینه تشکیل شده است. ریاست هر وزارتخانه به عهده وزیر آن است که عمدتاً از قانون گذاران ارشد هستند و از طرف نخست‌وزیر منصوب می‌شوند. دفتر کابینه آژانسی است که امور روزمره کابینه را اداره می‌کند و به‌طور رسمی توسط نخست‌وزیر اداره می‌شود. وزارتخانه‌ها تأثیرگذارترین قسمت در قوه مجریه هستند، و از آنجا که تعداد کمی از وزرا بیش از یک سال برای تصاحب سازمان خدمت می‌کنند، بیشتر قدرت آن در اختیار بوروکراتهای ارشد است.
- دفتر کابینه (ژاپن)
  -  کمیسیون ملی ایمنی عمومی
    -  آژانس پلیس ملی

  - آژانس امور مصرف‌کنندگان
  - آژانس خدمات مالی
  - کمیسیون تجارت عادلانه (ژاپن)
  - Food Safety Commission
  - کمیسیون حفاظت از اطلاعات شخصی
  - آژانس خانگی شاهنشاهی
- آژانس بازسازی
- وزارت امور داخلی و ارتباطات
  - کمیسیون هماهنگی اختلافات محیطی
  - آژانس مدیریت آتش‌سوزی و حوادث
- وزارت دادگستری
  - کمیسیون آزمون امنیت عمومی
  - آژانس اطلاعات امنیت عمومی
  - دادستانی عمومی
- وزارت امور خارجه ژاپن
- وزارت دارایی
  - آژانس ملی مالیات
- وزارت دفاع ژاپن
  - آژانس خرید ، فناوری و لجستیک

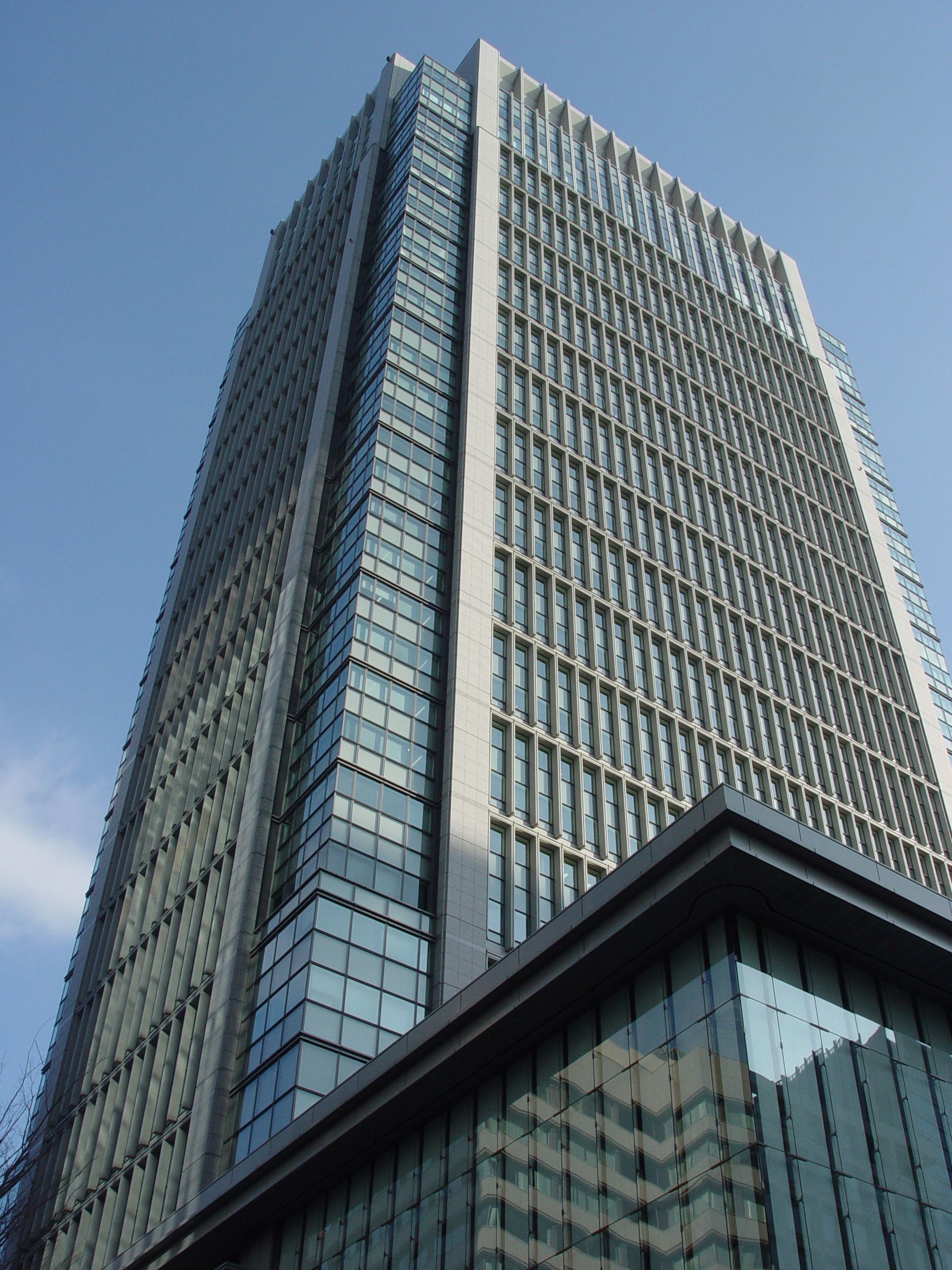
دفتر اداری امور فرهنگی

  - نیروهای دفاع‌ازخود ژاپن (زمینی / نیروی دریانوردی دفاع‌ازخود ژاپن / نیروی هوایی ژاپن)
- وزارت آموزش، فرهنگ، ورزش، علوم و فناوری (MEXT)
  -  آژانس امور فرهنگی
  -  آژانس ورزشی
- وزارت بهداشت، کار و رفاه
  -  خدمات بازنشستگی
  -  کمیسیون مرکزی روابط کار
- وزارت کشاورزی، جنگلداری و شیلات
  -  آژانس شیلات
  - آژانس جنگلداری
- وزارت اقتصاد، تجارت و صنعت (METI)
  - آژانس منابع طبیعی و انرژی
  - آژانس تصدی کوچک و متوسط
  -  دفتر ثبت اختراعات

※ قوانین مربوط به حق ثبت اختراع، مدل‌های سودمند، طرح‌ها و علائم تجاری را اجرا می‌کند.
- وزارت زمین، زیرساخت، حمل و نقل و جهانگردی (MLIT)
  - هیئت ایمنی حمل و نقل ژاپن
  - آژانس گردشگری ژاپن
  - مرکز هواشناسی ژاپن
  - گارد ساحلی ژاپن
- وزارت محیط زیست
  - سازمان تنظیم هسته ای

※ وزارت خانه‌ها در تاریخ ۱۸ اکتبر ۲۰۱۸
هیئت حسابرسی ژاپن (会計検査院) تنها ارگان منحصر به فرد دولت است. که در آن، هیئت مدیره کاملاً از دایت ملی و کابینه مستقل است. این هیئت هزینه‌های دولت را بررسی می‌کند و گزارش سالانه به دایت ملی ارائه می‌دهد. اصل ۹۰ قانون اساسی ژاپن و قانون هیئت حسابرسی مصوب ۱۹۴۷، به این نهاد استقلال قابل توجهی می‌دهد.

## قوه مقننه
دایت ملی (国会) به قوه مقننه دومجلسی کشور ژاپن گفته می‌شود که از مجلس مشاوران و مجلس نمایندگان تشکیل شده است. به موجب اصل ۴۱ قانون اساسی ژاپن، این نهاد تنها مرجع قانون‌گذاری و همچنین عالی‌رتبه‌ترین ارگان حکومتی محسوب می‌شود، هر دو مجلس به‌طور مستقیم تحت سیستم رأی‌گیری موازی انتخاب می‌شوند و قانون اساسی تضمین کرده که هیچ تبعیضی مانند «نژاد، عقاید، جنسیت، موقعیت اجتماعی، منشأ خانوادگی، تحصیلات، دارایی یا درآمد» در مورد صلاحیت‌های هر یک از اعضا وجود ندارد؛ بنابراین دایت ملی حاکمیت مردم ژاپن است.

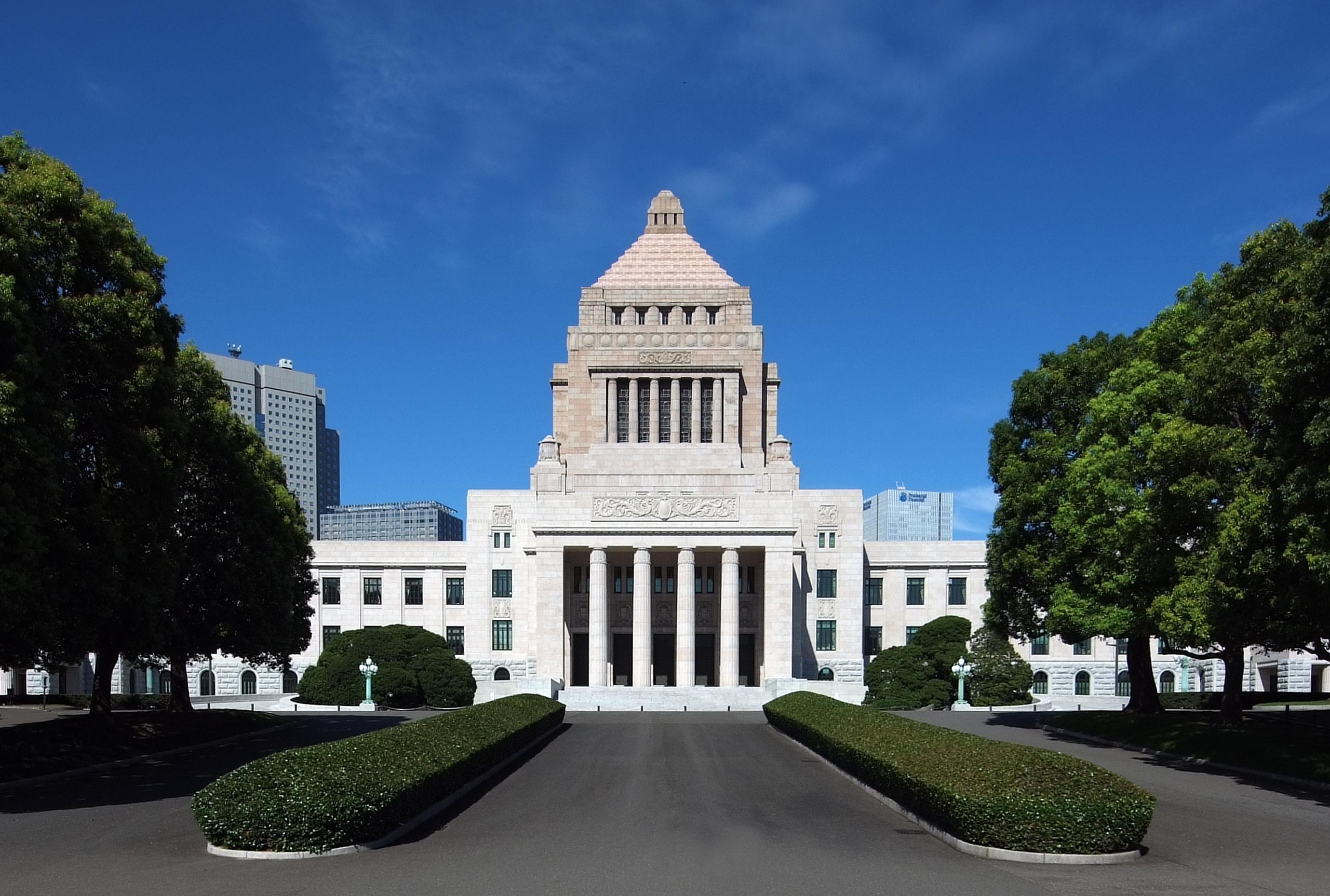
ساختمان دایت ملی در ناگاتاچو، چیودا-کو، توکیو

مسئولیت‌های دایت ملی شامل وضع قوانین، تصویب بودجه ملی سالانه، تصویب نتیجه معاهدات و انتخاب نخست‌وزیر است. علاوه بر این، دایت ملی این قدرت را دارد که پیش نویس اصلاحیه قانون اساسی را آغاز کند، که در صورت تصویب، قبل از اعلامیه توسط امپراتور، باید به نام مردم برای تصویب در همه‌پرسی گذاشته شود. همچنین قانون اساسی هر دو مجلس را قادر می‌سازد تا در رابطه با دولت تحقیق کنند، خواستار حضور و شهادت شهود و تهیه سوابق شوند، و هر یک از دو مجلس می‌تواند، به منظور پاسخگویی و ادای توضیحات، هر موقع که لازم باشد نخست‌وزیر یا وزیران را احضار کند. دایت ملی قادر به استیضاح قضات دادگاه نیز هست که بخاطر رفتارهای جنایتکارانه یا نامنظم محکوم شده‌اند. قانون اساسی، روش‌های رأی‌گیری، تعداد اعضای هر مجلس و سایر موارد مربوط به روش انتخاب هر یک از اعضای مجلس را مشخص نکرده و بنابراین، مجاز است که توسط قانون تعیین شود.
طبق مفاد قانون اساسی و طبق قانون، همه بزرگسالان بالای ۱۸ سال واجد شرایط حق رأی عمومی هستند که می‌توانند به صورت رأی‌گیری مخفی هم رای بدهند، و کسانی که انتخاب می‌شوند در هنگام برگزاری جلسه دایت ملی، از محافظت برخوردارند. هر خانه مجلس وظیفه نظم بخشیدن به اعضای خود را دارد، و همه جلسات علنی است مگر اینکه دو سوم یا بیشتر اعضای حاضر در آن تصویب کنند که جلسه غیر علنی باشد. دایت ملی به منظور رسمیت یافتن جلسات، به حضور حداقل یک سوم مجموع اعضا نیاز دارد. در مورد مصوبه‌ها و موضوعات، اکثریت حاضران مجلس تصمیم‌گیری می‌کنند، مگر اینکه قانون اساسی خلاف آن را بیان کند، و در صورت تساوی رای، رئیس هیئت جلسه حق تصمیم‌گیری در مورد موضوع را دارد. نمی‌توان یک عضو را اخراج کرد، مگر اینکه اکثریت دو سوم یا بیشتر اعضای حاضر مصوبه ای را برای آن تصویب کنند و حل و فصل اختلافات در مورد صلاحیت اعضای هر مجلس به عهده همان مجلس خواهد بود.
طبق قانون اساسی، دایت ملی باید هر سال حداقل یک جلسه تشکیل دهد. کابینه دولت می‌تواند دستور تشکیل مجلسه فوق‌العاده دایت ملی را صادر نماید. در صورتی که حداقل یک چهارم از مجموع نمایندگان هر یک از دو مجلس چنین تقاضایی کنند، کابینه وزیران باید دستور تشکیل جلسه فوق را صادر نماید. در طی یک انتخابات، فقط مجلس نمایندگان منحل می‌شود، اما مجلس مشاوران منحل نمی‌شود و فقط بسته می‌شود. ممکن است در مواقع اضطراری ملی، مجلس مشاروان می‌تواند برای یک جلسه اضطراری فراخوانده شود. امپراتور دایت ملی را متقاعد می‌کند و مجلس نمایندگان را منحل می‌کند، اما فقط به توصیه هیئت دولت این کار را می‌کند.
برای تبدیل لوایح به قانون، ابتدا باید توسط هر دو مجلس دایت ملی تصویب شود، امضای وزیران کابینه باشد، توسط نخست‌وزیر امضا شود و سپس در نهایت توسط امپراتور اعلام شود. امپراتور هیچ قدرتی برای مخالفت با قانون ندارد و باید آن را اعلام کند.

### مجلس نمایندگان
مجلس نمایندگان ژاپن (衆議院) مجلس سفلا دایت ملی است و اعضای آن، هر چهار سال یک بار انتخاب می‌شوند و هر دوره چهار ساله است. مجلس نمایندگان در ۱۸ نوامبر ۲۰۱۷، ۴۶۵ عضو داشت که از این تعداد، ۱۷۶ عضو از ۱۱ حوزه انتخابیه با لیست متناسب از حزب و ۲۸۹ نفر از حوزه‌های انتخابیه تک عضو انتخاب بودند. ۲۳۳ کرسی برای اکثریت لازم است. مجلس نمایندگان قدرتمندترین مجلس در دایت ملی محسوب می‌شود و می‌تواند لوایح تصویب شده توسط مجلس مشاوران را با اکثریت دو سوم وتو کند. با این حال، نخست‌وزیر می‌تواند آن را منحل کند. اعضا باید از ملیت ژاپنی باشند. افراد ۱۸ ساله و بالاتر می‌توانند رأی دهند و افراد ۲۵ سال و بالاتر می‌توانند نامزد شوند.

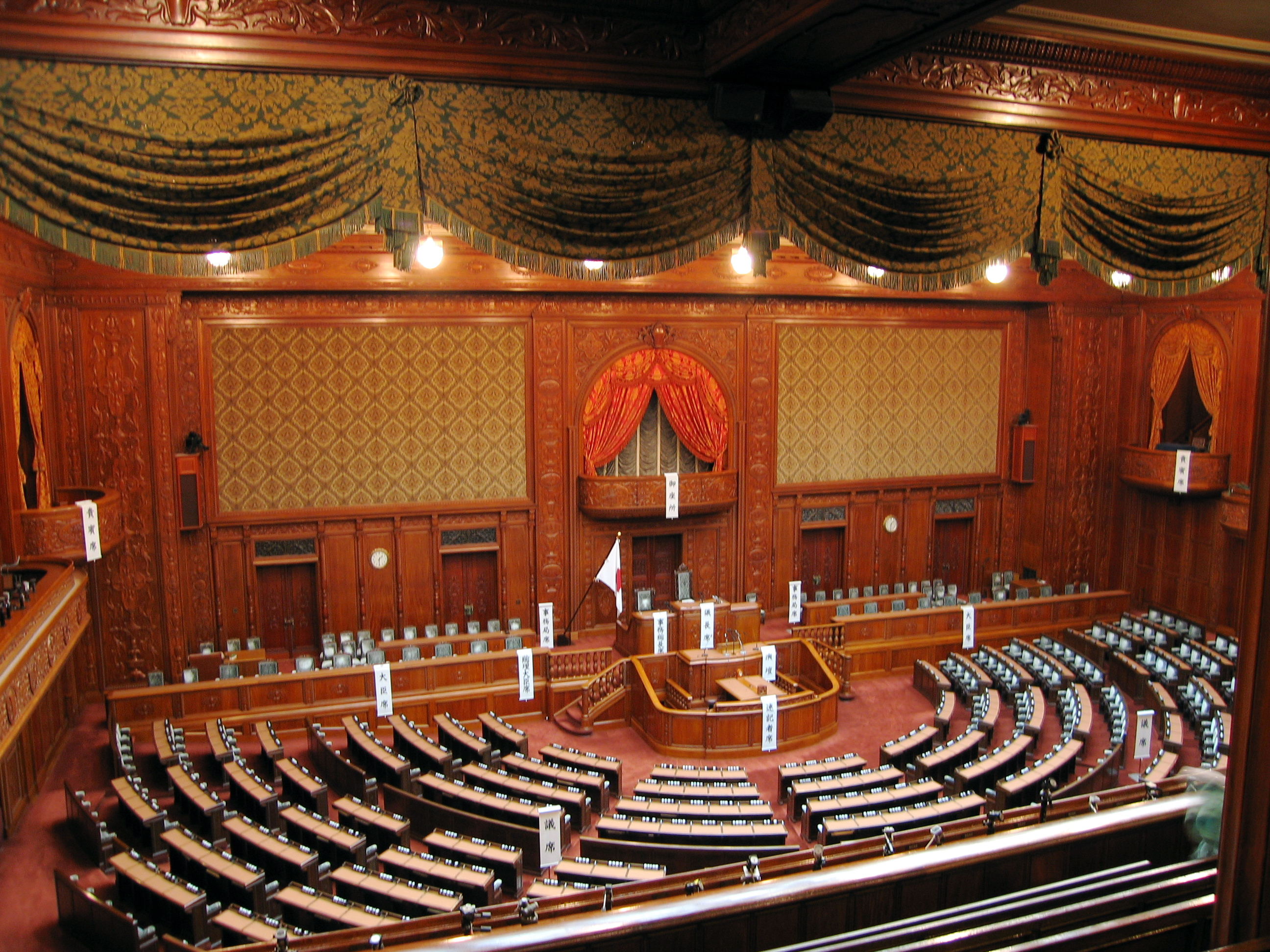
صحن مجلس نمایندگان

مجلس نمایندگان اختیارات قانونگذاری بیشتری نسبت به مجلس مشاوران دارد. مجلس مشاوران توانایی وتو بیشتر تصمیمات گرفته شده توسط مجلس نمایندگان را دارد، اما برخی فقط می‌توانند به تأخیر بیفتند. مواردی که مجلس مشاوران می‌تواند به تأخیر بیندازد شامل قانون معاهدات، بودجه و انتخاب نخست‌وزیر است. نخست‌وزیر و در مجموع کابینه وی، می‌توانند به نوبه خود مجلس نمایندگان را هر زمان که بخواهند منحل کنند. مجلس نمایندگان با تهیه سند، رسماً منحل می‌شود، اما توسط مراسم انحلال، رسماً مجلس منحل شده به حساب می‌آید. مراسم انحلال مجلس به شرح زیر است:
1. سند که توسط امپراتور مهر شده و در پارچه ابریشمی بنفش پیچیده شده است. نشانه ای از سند اقدام دولت، که به نمایندگی از مردم انجام شده است.
2. سند به رئیس دبیر کابینه در اتاق پذیرایی رئیس مجلس نمایندگان منتقل می‌شود.
3. سند برای تهیه توسط دبیرکل به اتاق برده می‌شود.
4. دبیرکل سند را برای مطالعه توسط رئیس مجلس آماده می‌کند.
5. رئیس مجلس نمایندگان بلافاصله انحلال مجلس را اعلام می‌کند.
6. مجلس نمایندگان رسماً منحل می‌شود.

معمول است که، با انحلال مجلس، اعضا فریاد می‌زنند به سلامتی ده‌هزار سال (萬歲).

### مجلس مشاوران
مجلس مشاوران ژاپن (参議院) مجلس اعلا دایت ملی است و نیمی از اعضای آن، هر سه سال یک بار، برای یک دوره شش ساله انتخاب می‌شوند. در ۱۸ نوامبر ۲۰۱۷، مجلس مشاروان ۲۴۲ عضو داشت. از این تعداد ۷۳ نفر از ۴۷ ناحیه استان با تنها یک تک‌رأی انتقال‌ناپذیر انتخاب می‌شوند و ۴۸ نفر با نمایندگی تناسبی انتخاب می‌شوند. نخست‌وزیر نمی‌تواند مجلس مشاروان را منحل کند. اعضا باید از ملیت ژاپنی باشند. افراد ۱۸ ساله و بالاتر می‌توانند رأی دهند و افراد ۳۰ سال و بالاتر می‌توانند نامزد شوند.

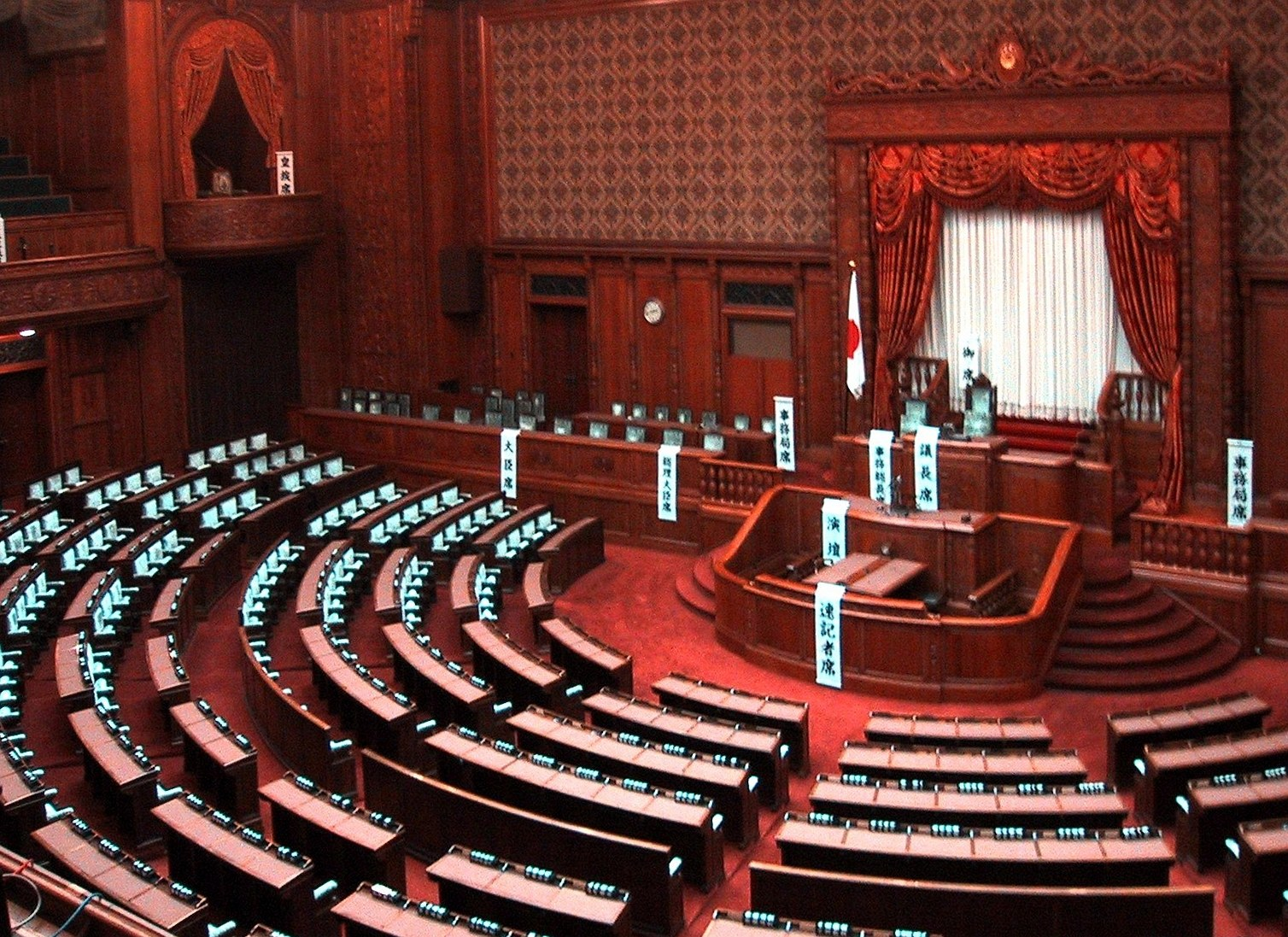
صحن مجلس مشاوران

از آنجا که مجلس مشاوران می‌تواند تصمیمی که توسط مجلس نمایندگان گرفته شده را وتو کند، مجلس مشاروان می‌تواند باعث تجدیدنظر مجلس نمایندگان در تصمیم خود شود. با این حال، مجلس نمایندگان هنوز می‌تواند با اکثریت دو سوم اعضای خود، در تصمیم خود پافشاری کند و وتو مجلس مشاروان را لغو نماید. هر ساله و در صورت لزوم، به توصیه هیئت وزیران، مجلس مشاوران برای یک جلسه اضافی یا یک جلسه عادی، توسط امپراتور دعوت می‌شود.

## قوه قضائیه

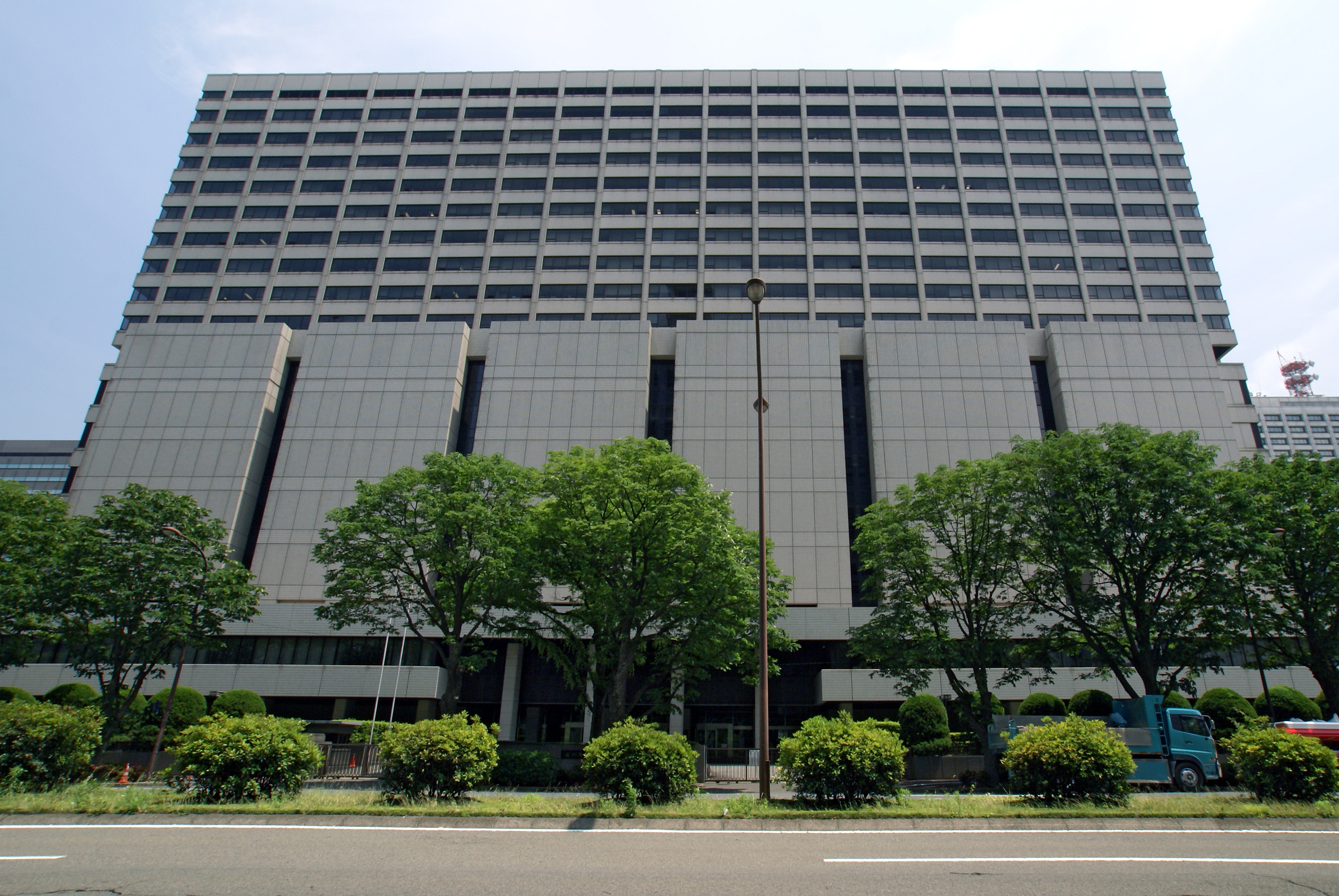
ساختمان دادگاه عالی توکیو

قوه قضایی ژاپن از دیوان عالی ژاپن و چهار دادگاه بدوی تشکیل شده. دادگاه‌های عالی، دادگاه‌های منطقه ای، دادگاه‌های خانواده و دادگاه‌های مختصر. استقلال دیوان از قوه مجریه و مقننه توسط قانون اساسی ژاپن تضمین شده و به شرح زیر است: «هیچ گونه دادگاه فوق‌العاده تأسیس نخواهد شد و هیچ‌یک از مئسسات وابسته به قوه مجریه دارای اختیارات قطعی قضایی نخواهند بود.» ; این ویژگی به عنوان تفکیک قوا شناخته می‌شود. اصل ۷۶ قانون اساسی بیان می‌دارد که «کلیه قضات در صدور رای خود مستقل و فقط تابع قانون اساسی و سایر قوانین می‌باشند.» قضات دادگاه فقط با استیضاح عمومی قابل عزل هستند و فقط در صورتی که از نظر جسمی یا روحی، ناتوان از انجام وظایف باشند، بدون استیضاح قابل عزل هستند. قانون اساسی صریحاً اختیارات دستگاه‌های اجرایی یا سازمان‌ها برای اقدام انتظامی علیه قضات را رد می‌کند. با این حال، یک قاضی دیوان عالی ممکن است با اکثریت آرا در همه‌پرسی برکنار شود. که باید در طی اولین انتخابات عمومی، انتصاب قضات مورد تجدیدنظر قرار می‌گیرد و تجدید نظر دوم پس از یک دوره ۱۰ ساله خدمت آن قاضی صورت می‌گیرد. طبق اصل ۸۲ قانون اساسی، محاکمات و صدور حکم دادگاه‌ها به صورت علنی است. هر گاه دادگاهی به اتفاق آرا حکم دهد که علنی بودن محاکمه با اخلاق یا نظم عمومی مغایر است، محاکمه به صورت غیر علنی انجام خواهد شد، اما رسیدگی به جرایم سیاسی و مطبوعاتی یا به مواردی که در آنها حقوق مردم، مندرج در فصل سوم قانون اساسی، مطرح باشد، محاکمه همیشه علنی خواهد بود. قضات دادگاه که توسط کابینه معرفی می‌شوند، به گواهی (شهادت) امپراتور منصوب می‌شوند، در حالی که رئیس دادگستری پس از معرفی توسط کابینه، توسط امپراتور منصوب می‌شود.

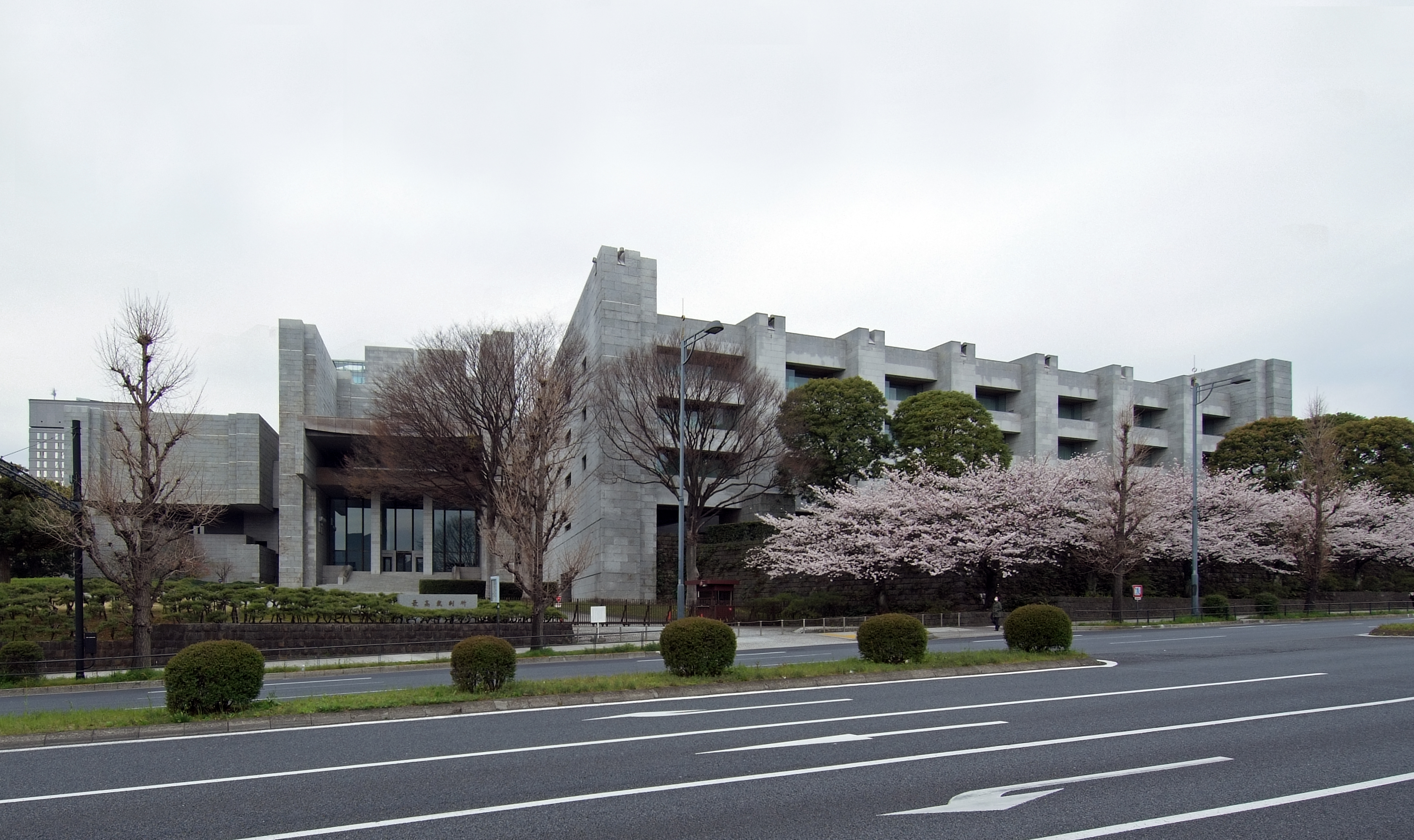
ساختمان دیوان عالی ژاپن، چیودا-کو، توکیو

نظام حقوقی ژاپن از نظر تاریخی تحت تأثیر قوانین چین بوده است. با این حال، در دوره اصلاحات میجی تغییر کرد و اکنون عمدتاً براساس حقوق مدنی اروپا است. در برخی موارد خاص، قانون مدنی بر اساس مدل آلمانی هنوز باقی مانده است. مجموعه شش کد اصلی‌ترین قانون حقوقی ژاپن را تشکیل می‌دهد.
کلیه قوانین قانونی در ژاپن ملزم به مهر و موم توسط امپراتور است، و هیچ قانونی بدون امضای کابینه، امضای نخست‌وزیر و اعلامیه امپراتور قابل اجرا نیست.

### دیوان عالی
دیوان عالی ژاپن (最高裁判所) آخرین مرجع قضایی و مسئول تشخیص انطباق قوانین، فرمان‌ها، مقررات و تصویب‌نامه‌ها با قانون اساسی می‌باشد. دیوان عالی کشور مسئول معرفی قضات به دادگاه‌های بدوی و تعیین رویه‌های قضایی است. همچنین دیوان عالی بر سیستم قضایی، بر فعالیت‌های دادستان‌های عمومی، و نظم قضات و سایر پرسنل قضایی نظارت می‌کند.

### دادگاه‌های عالی
دادگاه‌های عالی ژاپن (高等裁判所) صلاحیت رسیدگی به فرجام خواهی در مورد حکم دادگاه‌های منطقه ای و دادگاه‌های خانواده، به استثنای پرونده‌های تحت دیوان عالی کشور، را دارد. دادگاه‌های عالی رسیدگی به پرونده‌های جنایی را مستقیماً انجام می‌دهد، اما پرونده‌های مدنی ابتدا توسط دادگاه‌های منطقه رسیدگی می‌شود. هشت دادگاه عالی در ژاپن وجود دارد: دادگاه‌های عالی توکیو، اوزاکا، ناگویا، هیروشیما، فوکووکا، سندای، ساپورو و تاکاماتسو.

### سیستم کیفری
سیستم کیفری ژاپن (矯正施設) توسط وزارت دادگستری اداره می‌شود. این بخشی از سیستم عدالت کیفری است و برای اصلاح و توانبخشی مجرمان در نظر گرفته شده است.

## دولت محلی

تقسیمات اداری ژاپن

مطابق اصل ۹۲ قانون اساسی ژاپن، دولت‌های محلی ژاپن (地方公共団体) نهادهای عمومی محلی هستند که عملکرد آنان طبق قانون مطابق با اصل خودمختاری محلی تعریف شده است. قانون اصلی که آن را تعریف می‌کند قانون خودمختاری محلی است. قانون اساسی اختیارات محدود اجرایی و مقننه ای به آنها اعطا کرده است. فرمانداران، شهرداران و اعضای مجامع طبق قانون اساسی توسط ساکنان انتخاب می‌شوند.
وزارت امور داخله و ارتباطات، مانند سایر وزارتخانه‌ها، به‌طور قابل توجهی در دولت محلی دخالت می‌کند. این کار عمدتاً از نظر مالی انجام می‌شود زیرا بسیاری از مشاغل دولت محلی نیاز به بودجه ای دارند که توسط وزارتخانه‌های ملی تأمین می‌شود.
نتیجه این تقسیم‌بندی قدرت، سطح بالایی از استانداردسازی سازمانی و سیاست گذاری در بین حوزه‌های قضایی مختلف محلی است که به آنان امکان می‌دهد تا انحصار استان، شهر یا شهر خود را حفظ کنند. برخی از حوزه‌های قضایی، مانند توکیو و کیوتو، سیاست‌هایی را در زمینه‌هایی مانند رفاه اجتماعی که بعداً توسط دولت ملی تصویب شد، تجربه کرده‌اند.

### مسئولان محلی
ژاپن به چهل و هفت بخش اداری تقسیم شده که عبارت اند از: یک منطقه شهری (توکیو)، دو بخش شهری (کیوتو و اوزاکا)، ۴۳ استان روستایی و یک «منطقه»، هوکایدو. شهرهای بزرگ به بخش‌ها تقسیم می‌شوند، و بیشتر به شهرها، حوزه‌ها یا زیرمجموعه‌ها و شهرستانها تقسیم می‌شوند.
شهرها واحدهای خودگردان هستند که مستقل از حوزه‌های قضایی بزرگ‌تر، اداره می‌شوند. برای شناخته شدن به عنوان شهر، یک حوزه باید حداقل ۵۰۰۰۰۰ نفر ساکن داشته باشد که ۶۰ درصد آنها به مشاغل شهری مشغول باشند. در خارج از شهرها و بخش‌های شهری، شهرک‌های خودگردان وجود دارد. مانند شهرها، هر کدام شهردار و مجلس منتخب خود را دارند. روستاها کوچک‌ترین نهادهای خودگردان در مناطق روستایی هستند. آنان اغلب از تعدادی دهکده روستایی تشکیل می‌شوند که شامل چندین هزار نفر است و از طریق چارچوب اعمال شده، به‌طور رسمی در مدیریت روستا به یکدیگر متصل هستند. دهکده‌ها دارای شهردار و شورا هستند که برای دوره‌های چهار ساله انتخاب می‌شوند.

### ساختار
هر حوزه دارای یک مدیر اجرایی است که به عنوان فرماندار در استان‌ها و یک شهردار در شهرداری‌ها خوانده می‌شود. اکثر حوزه‌ها دارای یک مجمع تک مجلسی هستند، اگرچه شهرها و روستاها ممکن است برای اداره مستقیم شهروندان در یک مجمع عمومی انتخاب شوند. اعضای اجرایی و مجمع هر دو سال با رای مردم انتخاب می‌شوند.
دولت‌های محلی نسخه اصلاح شده تفکیک قوا که در دولت ملی به کار رفته را دنبال می‌کنند. یک مجلس محلی ممکن است به مدیر اجرایی رای اعتماد بدهد، در این صورت دستگاه اجرایی باید مجمع را ظرف ده روز منحل کند یا به‌طور خودکار دفتر خود را از دست بدهد.
روش‌های اصلی قانونگذاری محلی، دستورالعمل محلی و مقررات محلی است. دستورالعمل‌های مشابه قانون اساسی در سیستم ملی، توسط مجلس محلی تصویب می‌شود و ممکن است مجازات‌های کیفری محدودی را برای تخلفات (حداکثر ۲ سال زندان و / یا ۱ میلیون ین جریمه) در نظر بگیرد.
به‌طور کلی دولت‌های محلی دارای کمیته‌های متعددی مانند هیئت‌های مدارس، کمیته‌های ایمنی عمومی (مسئول نظارت بر پلیس)، کمیته‌های پرسنل، کمیته‌های انتخابات و کمیته‌های حسابرسی هستند. که ممکن است آنان به‌طور مستقیم توسط مجلس محلی، مجریه یا هر دو انتخاب شوند.
تمام بخش‌ها موظف هستند که بخش‌های امور عمومی، امور مالی، رفاهی، بهداشت و کار را حفظ کنند. بخش‌های کشاورزی، شیلات، جنگلداری، بازرگانی و صنعت بسته به نیازهای محلی اختیاری هستند. استاندار مسئول تمام فعالیت‌های پشتیبانی شده از طریق مالیات محلی یا دولت ملی است.